# Arslan Shah II
Arslan Chah II (Aboul-Modhaffer-Zeïned-din-Schah) est un sultan seldjoukide du Kerman (en), né à Hamadan en 1133, mort dans la même ville en 1175. 
Arslan Chah II était fils de Togrul II et neveu de Soliman, à qui il succéda en 1160, grâce au vizir Yldeghouz. Il eut à lutter contre deux compétiteurs qu’il vainquit, fit mettre à mort l’un d'eux, Mohammed, que soutenait le calife de Bagdad, battit successivement ensuite Sokman, prince de Khelath, en Arménie, Georges III, roi de Géorgie (1162), à qui il imposa un tribut, les Kharismiens (1166) et le rebelle Yranedi.
Malgré ces succès, le sultan de Perse avait été contraint d’accorder l’investiture à des princes qui avaient établi des dynasties, indépendantes à Chiraz et à Hérat. Il mourut peu après son sage et fidèle vizir Yldeghouz, laissant le trône à son fils Togrul III, qui devait être le dernier prince de la dynastie des Seldjoucides de Perse. 
Arslan Chah II joignait à de brillantes qualités physiques la bravoure, la générosité, la bienfaisance, une grande affabilité. Il détestait la médisance, les piquantes railleries, et se montrait aussi magnifique dans ses plaisirs que dans ses libéralités.

## Source
« Arslan Shah II », dans Pierre Larousse, Grand dictionnaire universel du XIXe siècle, Paris, Administration du grand dictionnaire universel, 15 vol., 1863-1890 [détail des éditions].